# USS Marblehead (CL-12)
USS Marblehead (CL-12) là một tàu tuần dương hạng nhẹ thuộc lớp Omaha của Hải quân Hoa Kỳ được đưa ra hoạt động ngay sau Chiến tranh Thế giới thứ nhất. Nó là chiếc tàu chiến thứ ba của Hải quân Mỹ được đặt cái tên này, theo tên thành phố Marblehead thuộc tiểu bang Massachusetts. Con tàu đã tiếp tục phục vụ trong Chiến tranh Thế giới thứ hai cho đến khi ngừng hoạt động vào năm 1945 và bị tháo dỡ năm 1946. Marblehead được tặng thưởng hai Ngôi sao Chiến trận do thành tích phục vụ trong Thế Chiến II.

## Thiết kế và chế tạo
Marblehead được đặt lườn vào ngày 4 tháng 8 năm 1920 tại Philadelphia, Pennsylvania bởi hãng William Cramp & Sons. Nó được hạ thủy vào ngày 9 tháng 10 năm 1923; được đỡ đầu bởi bà Joseph Evans; và được cho nhập biên chế vào ngày 8 tháng 9 năm 1924 dưới quyền chỉ huy của hạm trưởng, Đại tá Hải quân Chauncey Shackford.

## Lịch sử hoạt động

### Những năm giữa hai cuộc thế chiến
Marblehead rời Boston cho chuyến đi chạy thử máy đến eo biển Anh Quốc và Địa Trung Hải. Vào năm 1925, nó thực hiện chuyến viếng thăm Australia, ghé qua Samoa và quần đảo Society trên đường đi, và quần đảo Galápagos trong chuyến qua về. Một năm sau, Marblehead lại thực hiện một chuyến đi kéo dài. Vào đầu năm 1927, nó tuần tra ngoài khơi Bluefields, Nicaragua với nhiệm vụ hỗ trợ cho những nỗ lực của Hoa Kỳ nhằm hòa giải các phe phái chính trị đang nội chiến tại đây. Ngoại trừ Augusto César Sandino, các phe phái khác đã đồng ý theo những điều khoản của Thỏa thuận Hòa bình Tipitapa vào ngày 4 tháng 5 năm 1927, và Hoa Kỳ được yêu cầu đứng ra giám sát việc bầu cử vào năm 1928.
Sau đó Marblehead lên đường đi Trân Châu Cảng, nơi nó cùng các tàu chị em Richmond và Trenton khởi hành đi Thượng Hải, Trung Quốc. Khi đến nơi, nó tham gia vào việc biểu dương lực lượng để bảo vệ kiều dân Hoa Kỳ cùng các nước khác trong các tô giới quốc tế tại Thượng Hải vào mùa Hè năm 1927 trong bối cảnh cuộc nội chiến tại Trung Quốc. Ngoài thời gian lưu lại Thượng Hải, chiếc tàu tuần dương còn trải qua hai tháng ngược dòng sông Dương Tử tại Hán Khẩu cùng ghé thăm nhiều cảng tại Nhật Bản trước khi rời khu vực Viễn Đông vào tháng 3 năm 1928. Trên đường quay trở về nhà, nó còn ghé lại Corinto, Nicaragua hỗ trợ việc chuẩn bị cho cuộc bầu cử theo Thỏa thuận Hòa bình Tipitapa, làm trì hoãn việc quay trở về Boston cho đến tháng 8.
Trong một thập niên tiếp theo, Marblehead hoạt động cùng với Hạm đội Đại Tây Dương từ tháng 8 năm 1928, rồi cùng với Hạm đội Thái Bình Dương từ tháng 2 năm 1933. Vào tháng 1 năm 1938, nó được tạm thời bố trí hoạt động cùng hạm đội Á Châu, rồi được bố trí thường trực tại đây bảy tháng sau đó. Đặt cảng nhà tại Cavite thuộc quần đảo Philippine, nó tuần tra tại khu vực biển Nhật Bản và các biển Đông và Nam Trung Quốc trong khi sự căng thẳng về chính trị và quân sự ngày càng gia tăng tại khu vực Viễn Đông.

### Chiến tranh thế giới thứ hai
Ngày 24 tháng 11 năm 1941, Tổng tư lệnh Hạm đội Á Châu nhận định "...mối quan hệ giữa Hoa Kỳ và Nhật Bản đã đạt đến một tình trạng căng thẳng đến mức cần phải cơ động các tàu chiến thuộc quyền." Ngày hôm sau, Marblehead cùng với Lực lượng Đặc nhiệm 5 rời vịnh Manila trong một chuyến đi xem ra dường như là "một hoạt động thường lệ hàng tuần". Nó thả neo tại Tarakan, Borneo vào ngày 29 tháng 11 chờ đợi mệnh lệnh mới. Đến ngày 8 tháng 12 (7 tháng 12 tại Hoa Kỳ), nó nhận được thông báo "Nhật Bản đã bắt đầu chiến sự; hãy hành động t̀uy nghi."
Sau đó Marblehead cùng các tàu chiến Mỹ khác tham gia cùng các lực lượng của Hải quân Hoàng gia Hà Lan và Hải quân Hoàng gia Australia trong việc tuần tra các vùng biển chung quanh Đông Ấn thuộc Hà Lan và bảo vệ các tàu bè Đồng Minh di chuyển về phía Nam từ Philippine. Trong đêm 24 tháng 1 năm 1942, Marblehead bảo vệ cho việc rút lui một lực lượng tàu chiến Hà Lan và Mỹ sau khi họ đã tấn công và tiêu diệt một đoàn tàu vận tải đối phương ngoài khơi Balikpapan. Sáu ngày sau, trong một cố gắng nhằm lặp lại thắng lợi này, lực lượng đã khởi hành từ Surabaja, Java để đánh chặn một đoàn tàu vận tải đối phương tập trung tại Kendari. Tuy nhiên, đối phương lên đường không lâu sau đó, và lực lượng Đồng Minh đổi hướng để thả neo tại Bunda Roads vào ngày 2 tháng 2. Đến ngày 4 tháng 2, các con tàu lại khởi hành nhắm vào một đoàn tàu vận tải khác được phát hiện ở lối vào phía Nam của eo biển Makassar. Đến 09 giờ 49 phút, 36 máy bay ném bom đối phương xuất hiện trong đội hình từ phía Đông.
Trong trận chiến eo biển Makassar diễn ra sau đó, Marblehead đã thành công trong việc né tránh ba đợt tấn công đầu tiên. Sau đợt thứ ba, một máy bay đối phương nhào đến chiếc tàu tuần dương nhưng bị pháo phòng không bắn rơi. Ít phút sau, trong đợt tấn công thứ tư, bảy máy bay đối phương đã trút bom xuống Marblehead. Hai quả bom đánh trúng trực tiếp cùng một quả thứ ba suýt trúng ngay cạnh mũi tàu bên mạn trái đã gây những hư hại nghiêm trọng bên dưới mực nước. Các đám cháy lan tràn khắp con tàu trong khi nó bị nghiêng sang mạn phải và bắt đầu chìm phần mũi. Vì bánh lái bị kẹt, Marblehead tiếp tục di chuyển hết tốc độ theo một vòng tròn lượn sang mạn trái; các xạ thủ phòng không tiếp tục nổ súng, trong khi các đội kiểm soát hư hỏng chiến đấu chống lửa và trợ giúp những người bị thương. Đến 11 giờ 00, các đám cháy được kiểm soát. Trước giữa trưa, máy bay đối phương rời khỏi chiến trường, để lại chiếc tàu tuần dương bị hư hại với 15 người chết hay tử thương và 84 người bị thương nặng.

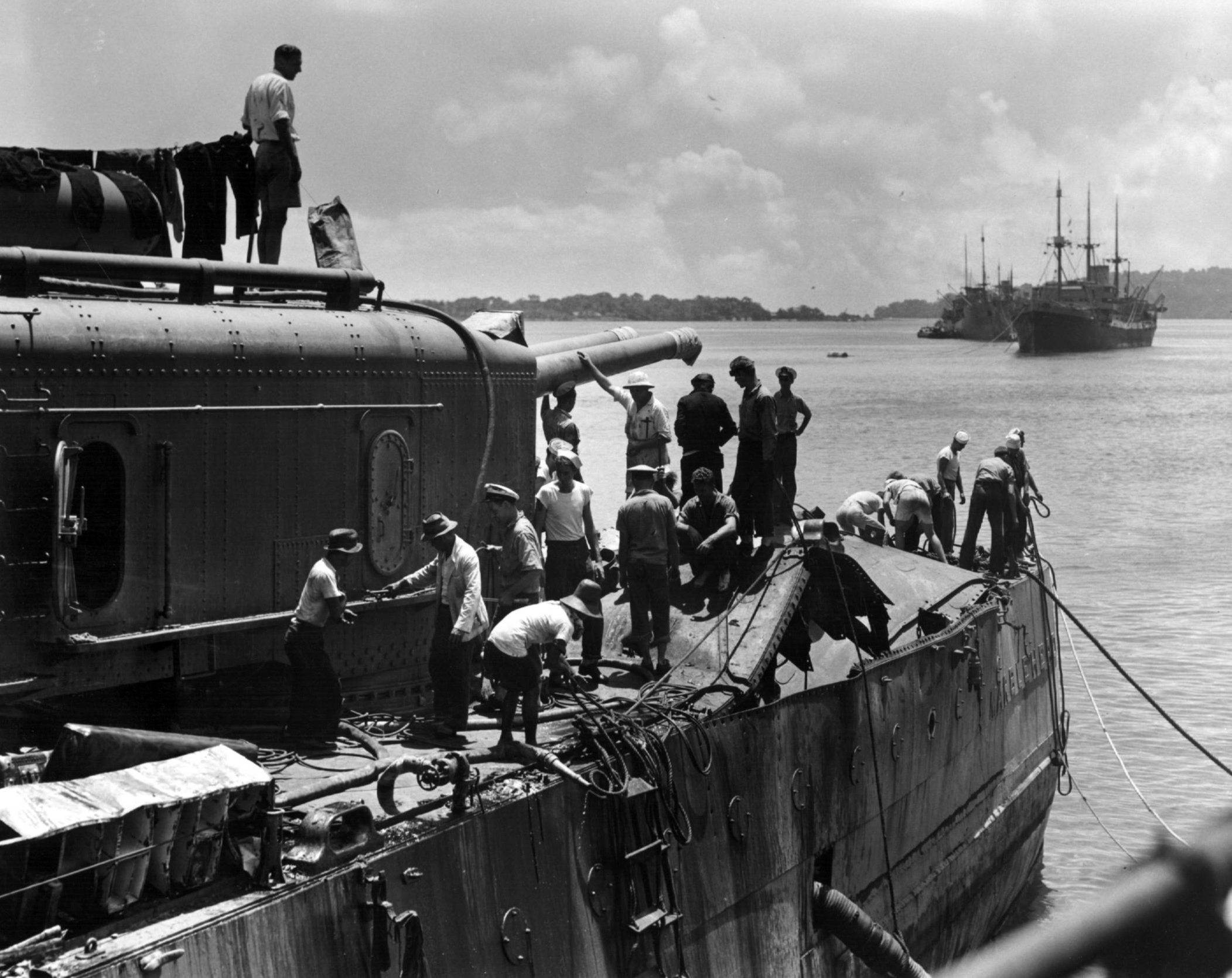
USS Marblehead vào tháng 2 năm 1942 cho thấy những hư hại bởi bom sau Trận chiến eo biển Makassar

Không lâu sau đó, kỹ sư trên Marblehead tháo bỏ bánh lái đã bị kẹt một góc 9° sang mạn phải, và đến 12 giờ 55 phút, nó rút lui về Tjilatjap, bẻ lái bằng cách vận hành các động cơ ở những tốc độ khác nhau. Nó về đến Tjilatjap với mớn nước phía mũi là 9 m (30 ft) và phía đuôi 7 m (22 ft). Không thể neo đậu tại đây, những chỗ rò rỉ nặng nhất được sửa chữa, và nó lại ra khơi vào ngày 13 tháng 2, bắt đầu chuyến hành trình dài hơn 14.000 km (9.000 dặm) tìm nơi sửa chữa triệt để. Vẫn bẻ lái bằng động cơ, nó đi đến Trincomalee, Ceylon vào ngày 21 tháng 2; tuy nhiên việc sửa chữa không thể thực hiện tại đây hay bất cứ nơi nào tại Ấn Độ. Do đó Marblehead lên đường đi Nam Phi vào ngày 2 tháng 3. Sau khi ghé qua Durban và Port Elizabeth, Marblehead đi đến Simonstown vào ngày 24 tháng 3, trải qua đợt sửa chữa rộng rãi tại đây, rồi lại lên đường vào ngày 15 tháng 4 hướng đến New York. Ghé qua Recife, Brasil, nó về đến New York vào ngày 4 tháng 5 và lập tức được đưa vào ụ tàu của hải quân.
Vào ngày 15 tháng 10 năm 1942, Marblehead lại trở ra khơi. Được điều về lực lượng Nam Đại Tây Dương, nó tuần tra ngăn chặn tàu bè đối phương tại khu vực giữa Recife và Bahia thuộc Brazil cho đến tháng 2 năm 1944. Quay trở về New York vào ngày 20 tháng 2, nó hoạt động dọc theo các tuyến đường hàng hải huyết mạch tại Bắc Đại Tây Dương trong năm tháng tiếp theo. Sau đó nó di chuyển đến Địa Trung Hải. Đi đến Palermo vào ngày 29 tháng 7, nó tham gia lực lượng đặc nhiệm đang tập trung chuẩn bị cho Chiến dịch Dragoon, cuộc đổ bộ lên miền Nam nước Pháp. Từ ngày 15 đến ngày 17 tháng 8, chiếc tàu tuần dương bắn phá các vị trí đối phương tại khu vực lân cận Saint Raphaël, nơi lực lượng Đồng Minh đổ bộ. Sang ngày 18 tháng 8, với nhiệm vụ đã hoàn tất, nó rút lui về Corse.
Marblehead quay trở về Hoa Kỳ, tiến hành một chuyến đi huấn luyện học viên của Học viện Hải quân Hoa Kỳ, rồi đi vào Xưởng hải quân Philadelphia, nơi nó được cho xuất biên chế vào ngày 1 tháng 11 năm 1945. Nó được rút tên khỏi danh sách Đăng bạ Hải quân vào ngày 28 tháng 11 và bị bán để tháo dỡ vào ngày 27 tháng 2 năm 1946.

## Phần thưởng
Marblehead được tặng thưởng hai Ngôi sao Chiến trận do thành tích phục vụ trong Thế Chiến II.
|  |             |             |
|  |             | Bronze star |
|  | Bronze star | Bronze star |
|  |             |             |

| Dãi băng Hoạt động Tác chiến         | Đơn vị Tuyên dương Hải quân                                             | Huân chương Chiến dịch Nicaragua thứ hai                                     |
| Huân chương Phục vụ Dương Tử         | Huân chương Phục vụ Trung Hoa                                           | Huân chương Phục vụ Phòng vệ Hoa Kỳ với 1 Ngôi sao Chiến trận                |
| Huân chương Chiến dịch Hoa Kỳ        | Huân chương Chiến dịch Châu Á-Thái Bình Dương với 1 Ngôi sao Chiến trận | Huân chương Chiến dịch Châu Âu-Châu Phi-Trung Đông với 1 Ngôi sao Chiến trận |
| Huân chương Chiến thắng Thế Chiến II | Đơn vị Tuyên dương Tổng thống Philippine                                | Huân chương Phòng thủ Philippine (Philippine)                                |